# 川福純司
川福 純司（かわふく じゅんじ、1960年（昭和35年）4月1日 - ）は、日本の経営者。大阪チタニウムテクノロジーズ代表取締役社長。

## 経歴
兵庫県出身。
1985年3月、大阪大学大学院応用化学・工業化学修了。同年4月1日、神戸製鋼所入社。入社後、主に神戸製鋼所のチタン部門に在籍し、チタン本部長やチタン本部担当役員補佐を務めた。大阪チタニウムテクノロジーズの社長は神戸製鋼所と住友金属工業（現日本製鉄）出身者が担ってきたが神戸製鋼所出身者は川福で三代連続となる。2021年に日本製鉄が持ち株を大幅に売却し筆頭株主が神戸製鋼所になったことも要因の一つである。
神戸製鋼所出身の前社長杉崎康昭や前々社長の関勇一は神戸製鋼所技術開発本部の出身であり、同社チタン本部出身の大阪チタニウムテクノロジーズ社長は川福が初めて。
2024年6月より代表取締役社長に就任。

## 略歴
- 1985年（昭和60年）4月1日 - 神戸製鋼所入社
- 2010年（平成22年）4月1日 - 鉄鋼事業部門チタン本部チタン工場長兼チタン工場統括室長
- 2013年（平成25年）4月1日 - 鉄鋼事業部門チタン本部長
- 2014年（平成26年）4月1日 - 理事、鉄鋼事業部門チタン本部長
- 2018年4月1日 - 理事、鉄鋼事業部門チタン本部担当役員補佐
- 2020年4月1日 - 大阪チタニウムテクノロジーズ常務執行役員
- 2020年6月 - 取締役常務執行役員
- 2023年4月1日 - 当社取締役専務執行役員
- 2024年6月 - 代表取締役社長